# Лев XIII
Лев XIII (лат. Leo PP. XIII; в миру граф Винченцо Джоакино Раффаэле Луиджи Печчи, итал. Vincenzo Gioacchino Raffaele Luigi Pecci; 2 марта 1810[…], Карпинето-Романо, Первая французская империя — 20 июля 1903[…], Рим или Ватикан) — итальянский религиозный деятель, кардинал. Папа римский с 20 февраля 1878 года до 20 июля 1903 года.
Опубликовал 88 энциклик — больше, чем кто-либо из его предшественников или преемников. Ему до 2020 года принадлежал рекорд долгожительства среди римских пап. По продолжительности его понтификат — 25 лет и 5 месяцев — занимает 3-е место после Пия IX (1846—1878) и Иоанна Павла II (1978—2005).

## Биография
Виченцо Джоакино из графского рода Печчи родился 2 марта 1810 в Карпинето-Романо, около Ананьи, в богатой семье римских аристократов. Изучал философию, теологию и право в Витербо и Риме. Был необычайно способным и разносторонне образованным человеком. Писал стихи на латыни, а Данте цитировал по памяти.
В 1836 году стал доктором богословия, а также гражданского и канонического права. Через год (14.02.1837) Григорий XVI назначил его своим личным прелатом — ещё до того, как он был рукоположён 31 декабря того же года. Вскоре Печчи был определён легатом в Беневенто, где принял энергичные меры для ликвидации бандитизма. Затем он был послан в качестве нунция в Брюссель, но тридцатитрехлётний дипломат не сумел положить конец распрям, которые возникли в этой стране между иезуитами и епископатом.

Отозванный государственным секретарём Джакомо Антонелли, с 27.01.1843 по 19.01.1846 был титулярным архиепископом Дамиаты. В 1846 году был назначен епископом епархии Перуджи, которой управлял почти 30 лет. В 1853 получил кардинальскую шапку. Держался поодаль от римской курии, поскольку не одобрял консервативной линии кардинала — государственного секретаря. Только во время I Ватиканского собора принял активное участие в совещаниях, на которых выказал разносторонние знания и знакомство с социальными и политическими реалиями тогдашней Европы. 

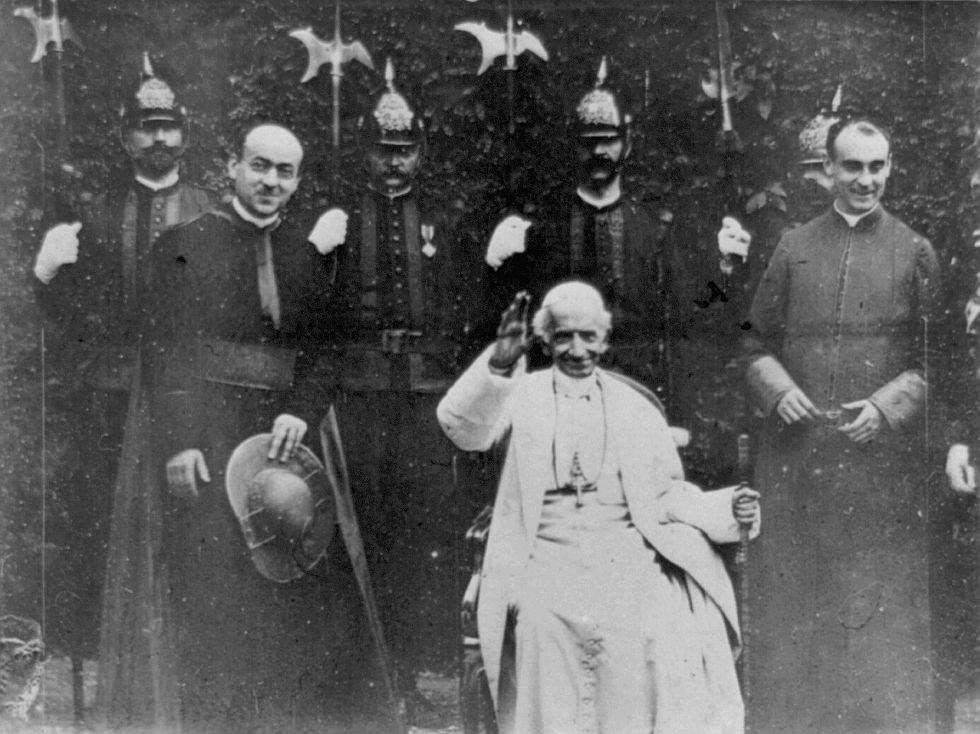
Кадр первой киносьемки в Италии: Лев XIII (в белом) в 1898 году благословляет камеру

В 1877 году, после смерти Джакомо Антонелли, Печчи был назначен кардиналом-камерленго, или управляющим папским имуществом.
Стал первым папой, избранным после объединения Италии. Специфические условия, в которых, после ликвидации папского государства, Льву XIII пришлось осуществлять высшую власть в Католической церкви, заставили его выработать новую модель функций папы, непогрешимый авторитет которого и верховенство были признаны догматом, но границы власти как в политической, так и во внутрицерковной сферах были в значительной степени ограничены. Первоначально намеревался покинуть Рим, но решил остаться «узником Ватикана» по совету своего государственного секретаря кардинала Рамполлы, которого считали главным творцом тогдашней папской политики. Многие ожидали, что Лев XIII примирится с потерей светской власти, так как он считался противником непримиримой политики Пия IX, однако папа утвердил составленный конклавом протест против занятия Рима итальянцами и в своей первой энциклике потребовал восстановления светской власти.
Стремился возвысить значение папства посредством усиления и расширения влияния католической церкви не только на Западе, но и на Востоке, и смотрел на себя не как на лишённого власти светского государя, а как на главу многих миллионов католиков. Твёрдо держась средневекового взгляда на роль церкви, он стремился подчинить себе культурные и социальные течения; в целом ряде энциклик осуждал новую науку и новую философию, ставя им задачу подтверждать, от разума, откровенные истины и объявляя идеалом философа и учёного Фому Аквинского. Льву XIII удалось добиться положения вождя значительной части западноевропейских консервативных элементов, чем он искусно воспользовался в интересах церкви, добившись отмены большей части постановлений против католицизма, проведённых в Германии, в период культуркампфа. Предписал французскому духовенству прекратить борьбу с республикой и этим отчасти примирил государство с церковью во Франции.
Владел французским и немецким, что позволяло ему общаться без лишних свидетелей с зарубежными дипломатами. Личным прелатом папы был известный немецкий историк Иоганн Янсен.
В последние годы жизни Лев XIII передал в руки кардинала Рамполлы значительную часть своих функций по руководству католической церковью. С момента кончины Джорджа Тупоу I (король Тонга) 18 февраля 1893 года и вплоть до своей кончины 20 июля 1903 года являлся самым пожилым действующим главой государства на планете.
Лев XIII 20 февраля 1903 года торжественно отпраздновал 25-летний юбилей своего избрания на папский престол; 20 июля того же года умер и был похоронен в соборе Сан-Джованни-ин Латерано.

## Энциклика «Rerum novarum» и другие
Энциклика Rerum Novarum от 15 мая 1891 года формулировала первые тезисы римско-католической социальной доктрины, которую преемники Льва XIII дополняли и модифицировали в соответствии с изменившимися социально-политическими условиями.
Его энциклика от 20 июня 1894 года Praeclara Gratulationis осуждала масонство и содержала призыв к христианам Востока (Православной церкви), и в отдельности к славянам, к единению под верховной властью «Римского Понтифика». Православные полагают, что тезисы энциклики богословски и исторически опровергнуты Окружным посланием Патриарха Константинопольского Анфима VII и его Синода в августе 1895 года.
Его булла Apostolicæ Curæ, изданная в сентябре 1896 года, утверждала полную недействительность англиканского рукоположения; была опровергнута в феврале следующего года посланием Saepius Officio, подписанным архиепископом Кентерберийским Фредериком Темплом и архиепископом Йоркским Вильямом Маклаганом.

## Дипломатия Льва XIII
Лев XIII вместе с кардиналом Рамполлой приложили много усилий, чтобы удержать ранг католического епископата в европейских странах. Был заключён договор с Германской империей. Бисмарк получил орден Христа, а император Вильгельм II дважды посетил Льва XIII в Ватикане. Французских католиков папа склонял к примирению с республиканским строем. Лев XIII искал контактов даже с англиканами, чтобы добиться их примирения с апостольской столицей. В этот период он назначил кардиналом обращенного в католичество Джона Ньюмена — самую влиятельную фигуру среди католиков Великобритании. Хуже складывались отношения между апостольской столицей и Австрией, которая продолжала придерживаться традиций иосифизма. Дипломатическая активность государственного секретариата не увеличила авторитет папства настолько, чтобы оно могло питать надежду на восстановление папского государства, зато проложила путь к политической консолидации фронта христианской демократии, которая предприняла энергичные шаги в борьбе с влиянием социализма и коммунизма в рабочей среде.
Из других достижений Льва XIII следует назвать возрождение философии Фомы Аквинского, которую папа считал фундаментом доктринально-теологической католической мысли, а также развитие библеистики и библейской археологии. Папа приказал открыть доступ учащимся католических учебных заведений к части церковных архивов, оставляя, однако, за собой контроль за публикацией результатов их исследований и содержанием последних.

## Список энциклик

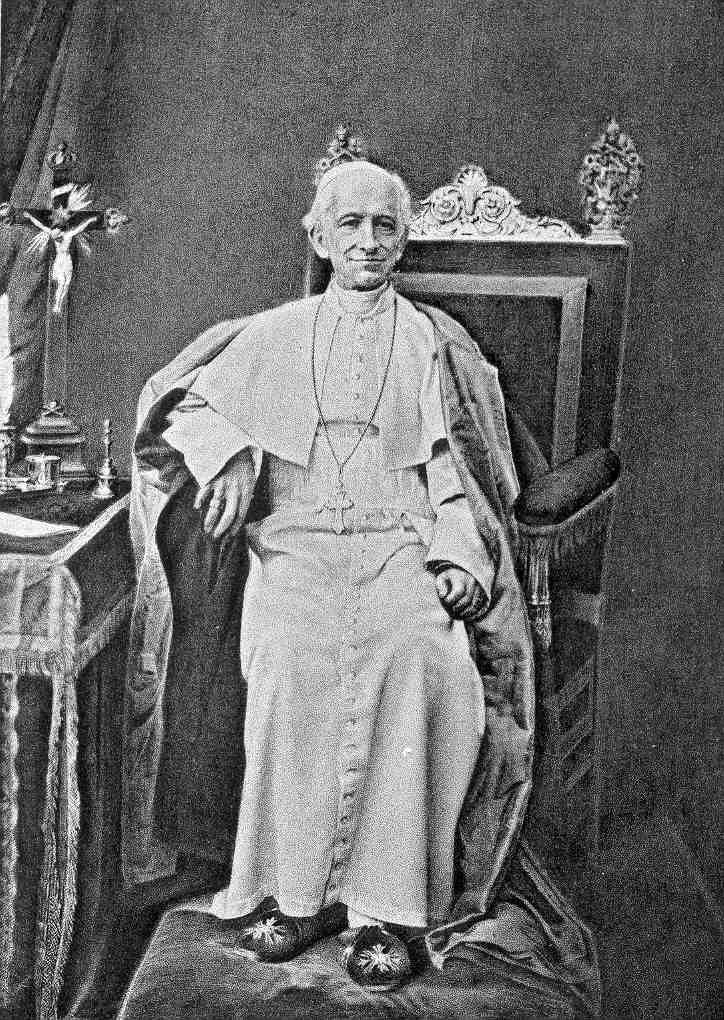
На фотографии из книги 1880 года

- Inscrutabili Dei Consilio (15 апреля 1878)
- Quod Apostolici Muneris (28 декабря 1878)
- Aeterni Patris (4 августа 1879)
- Arcanum Divinae (10 февраля 1880)
- Grande Munus (30 сентября 1880)
- Sancta Dei Civitas (3 декабря 1880)
- Diuturnum illlud (29 июня 1881)
- Licet Multa (3 августа 1881)
- Etsi Nos (15 февраля 1882)
- Auspicato Concessum (17 сентября 1882)
- Cum Multa (8 декабря 1882)
- Supremi Apostolatus Officio (1 сентября 1883)
- Nobilissima Gallorum Gens (8 февраля 1884)
- Humanum Genus (10 апреля 1884)
- Superiore Anno (30 августа 1884)
- Immortale Dei (1 ноября 1885)
- Spectata Fides (27 ноября 1885)
- Quod Auctoritate (22 декабря 1885)
- Iampridem (6 января 1886)
- Quod Multum (22 августа 1886)
- Pergrata (14 сентября 1886)
- Vi E Ben Noto (22 сентября 1887)
- Officio Sanctissimo (22 декабря 1887)
- Quod Anniversarius (1 апреля 1888)
- In Plurimis (5 мая 1888)
- Saepe Nos (24 июня 1888)
- Libertas praestantissimum donum (22 июня 1888)
- Quam Aerumnosa (10 декабря 1888)
- Etsi Cunctas (21 декабря 1888)
- Exeunte Iam Anno (25 декабря 1888)
- Magni Nobis (7 мартя 1889)
- Quamquam Pluries (15 августа 1889)
- Sapientiae christianae (10 января 1890)
- Dall’alto Dell’apostolico Seggio (15 октября 1890)
- Catholicae Ecclesiae (20 ноября 1890)
- In Ipso (3 мартя 1891)
- Rerum Novarum (15 мая 1891)
- Pastoralis (25 июня 1891)
- Pastoralis Officii (12 сентября 1891)
- Octobri Mense (22 сентября 1891)
- Au Milieu Des Sollicitudes (16 февраля 1892)
- Quarto Abeunte Saeculo (16 июля 1892)
- Magnae Dei Matris (8 сентября 1892)
- Custodi Di Quella Fede (8 декабря 1892)
- Inimica Vis (8 декабря 1892)
- Ad Extremas (24 июня 1893)
- Constanti Hungarorum (2 сентября 1893)
- Laetitiae Sanctae (8 сентября 1893)
- Providentissimus Deus (18 ноября 1893)
- Praeclara Gratulationis Publicae (20 июня 1894)
- Litteras A Vobis (2 июля 1894)
- Iucunda Semper Expectatione (8 сентября 1894)
- Orientalium Dignitas (30 ноября 1894)
- Christi Nomen (24 декабря 1894)
- Longinqua (6 января 1895)
- Permoti Nos (10 июля 1895)
- Adiutricem (5 сентября 1895)
- Ad Anglos (1895)
- Insignes (1 мая 1896)
- Satis Cognitum (29 июня 1896)
- Apostolicae Curae (15 сентября 1896)
- Fidentem Piumque Animum (20 сентября 1896)
- Divinum Illud Munus (9 мая 1897)
- Militantis Ecclesiae (1 августа 1897)
- Augustissimae Virginis Mariae (12 сентября 1897)
- Affari Vos (8 декабря 1897)
- Caritatis Studium (25 июля 1898)
- Spesse Volte (5 августа 1898)
- Quam Religiosa (16 августа 1898)
- Diuturni Temporis (5 сентября 1898)
- Quum Diuturnum (25 декабря 1898)
- Testem benevolentiae nostrae (22 января 1899)
- Annum Sacrum (25 мая 1899)
- Depuis Le Jour (8 сентября 1899)
- Paternae (18 сентября 1899)
- Omnibus Compertum (21 июля 1899)
- Au Milieu (1899)
- Tametsi Futura Prospicientibus (1 ноября 1900)
- Graves de Communi Re (18 января 1901)
- Gravissimas (16 мая 1901)
- Reputantiubus (20 августа 1901)
- Urbanitatis Veteris (20 ноября 1901)
- In Amplissimo (15 апреля 1902)
- Quod Votis (30 апреля 1902)
- Mirae Caritatis (28 мая 1902)
- Quae Ad Nos (22 ноября 1902)
- Fin Dal Principio (8 декабря 1902)
- Dum Multa (24 декабря 1902)

## Лев XIII в литературе и искусстве
- Очерк В. Дорошевича «Папа».
- В 1958 году режиссёр Вольфганг Либенайнер снял фильм «Себастьян Кнайп»[нем.], в котором образ папы воплотил актёр Эрнст Дойч.